# ۹۵۴ (قمری)
۹۵۴ (قمری)، نهصد و پنجاه و چهارمین سال در گاهشماری هجری قمری است. اول محرم این سال برابر با سوم مارس سال ۱۵۴۷ میلادی است.

## زادگان
- ابوالفتح گیلانی

## وابسته
- وطاسیان